# モスコビアン
| 累代        | 代     | 紀           | 基底年代 Mya |
| ----------- | ------ | ------------ | ------------ |
| 顕生代      | 新生代 | 第四紀       | 2.58         |
| 顕生代      | 新生代 | 新第三紀     | 23.03        |
| 顕生代      | 新生代 | 古第三紀     | 66           |
| 顕生代      | 中生代 | 白亜紀       | 145          |
| 顕生代      | 中生代 | ジュラ紀     | 201.3        |
| 顕生代      | 中生代 | 三畳紀       | 251.902      |
| 顕生代      | 古生代 | ペルム紀     | 298.9        |
| 顕生代      | 古生代 | 石炭紀       | 358.9        |
| 顕生代      | 古生代 | デボン紀     | 419.2        |
| 顕生代      | 古生代 | シルル紀     | 443.8        |
| 顕生代      | 古生代 | オルドビス紀 | 485.4        |
| 顕生代      | 古生代 | カンブリア紀 | 541          |
| 原生代      | 原生代 | 原生代       | 2500         |
| 太古代      | 太古代 | 太古代       | 4000         |
| 冥王代      | 冥王代 | 冥王代       | 4600         |
| 1. 2. 3. 4. |        |              |              |

モスコビアン（英: Moscovian）は、国際層序委員会によって定められた地質学用語である、地質時代名の一つ。3億1520万年前（誤差20万年）から3億700万年前（誤差10万年）にあたる、石炭紀ペンシルバニアン亜紀（後期石炭紀）を三分した中期である。前の期は後期石炭紀前期バシキーリアン、続く期は後期石炭紀後期の前期カシモビアン。模式地はロシアのモスクワ盆地に位置する。

## 層序学的定義
モスコビアンは1902年にド・ラバランが命名した。モスクワ盆地ではモスコビアンは厚さ約180メートルの泥灰土質白色石灰岩で、Spirifer mosquensis や Fusulina cylindrica を特徴とし、この他にフズリナの Staffella 属も産出する。サマラベンドではモスクワ盆地に存在しない Wedekindellina 属に代表される上部を含めて約300メートルに達し、基底は Stafella antiqua に富み、その他の大型フズリナは産出しない。
モスコビアンの基底はコノドントの種 Declinognathodus donetzianus と Idiognathoides postsulcatus の初出現あるいはフズリナの Aljutovella aljutovica の初出現に近い。フズリナの種は地域ごとに異なるため、世界的な対応に使うことはできない。2020年4月時点でモスコビアンの国際標準模式層断面及び地点(GSSP)は定められていない。2008年にはコノドントの種 Diplognathodus ellesmerensis の初出現がGSSPの候補として提唱されたが、同種の化石が希少であること、その進化関係が明らかにされていないこと、産出した化石の大半が幼体のようであることが懸念されている。

## 環境
日本の山口県に分布する秋吉石灰岩において、後期石炭紀前期ペンシルバニアン亜紀（バシキーリアン）から前期モスコビアンまで繁栄していた温暖海域の造礁生物である普通海綿綱 chaetetids は、後期モスコビアンで急激に衰退した。当時の地球の寒冷化が進行していたこと、そして造礁生物群集がそれを受けて変遷しつつあったことが示唆されている。なおモスコビアンまでにゴンドワナ氷床の拡大による気候の寒冷化は始まっていたが、上記の通り前期モスコビアンまで温暖海域の生物が繁栄していたことから、秋吉海山の位置していたパンサラッサ海はパンゲア大陸辺縁の低緯度地域よりも遅れてその影響を受けたことが示唆されている。
また、バシキーリアンからモスコビアンにかけてはパンサラッサ海でスーパープルームに起因する火山活動が起きており、北部秩父帯の緑色岩が形成された。これは火山活動を熱源とする湧昇流を起こし、後の秋吉帯を形成する浅瀬に豊富な栄養塩をもたらしていたと考えられている。この類推は、秋吉帯の礁中核の石灰岩でP2O5含有量が高く、そして二次的な沈着や続成作用による含有量増加の可能性が低いことから導かれた。

## 日本において
兵庫県中部篠山地域に分布する丹波帯畑山セクションには層厚2.6メートルのチャートが露出しており、モスコビアンを示すコノドント Mesogondlella clarki が産出した。畑山セクションの古地磁気層序はカイアマ超逆磁極期に対比される可能性のある逆磁極期を示すほか、当時は誤差が大きいものの南半球の低緯度地域で堆積したことが示唆されている。
山口県美祢市大嶺町（当時は大嶺村）の頁岩から得られた石灰岩からはフズリナの Chatetes 属や属種不明の四射サンゴが産出し、1939年時点でモスコビアン階と判断された。ここに分布する秋吉帯石灰岩のバシキーリアン階 - 下部モスコビアン階からは、微生物由来と考えられる微小質方解石と紅藻類とされる ungdarellids が互いに層をなして成長した粒子が産出している。ungdarellids はこの時代のバインドストーン（生物の遺骸を含む炭酸カルシウムの岩石の一種）の構成成分としても多産するため、粒子はその時代の主要な被覆性造礁生物を反映していると考えられる。